# Новые Ябалаклы
Новые Ябалаклы (баш. Яңы Ябалаҡлы) — деревня в Чишминском районе Республики Башкортостан Российской Федерации. Входит в состав Дурасовского сельсовета. 
Находится на правом берегу реки Дёмы.

## География

### Географическое положение
Расстояние до:
- районного центра (Чишмы): 25 км,
- центра сельсовета (Дурасово): 3 км,
- ближайшей ж/д станции (Шингак-Куль): 7 км.

## Население
| 2002 | 2009 | 2010 |
| ---- | ---- | ---- |
| 57   | ↗64  | ↗66  |